# Mistrzostwa Polski w Tenisie Stołowym 1999
Mistrzostwa Polski w Tenisie Stołowym 1999 – 67. edycja mistrzostw, która odbyła się w 1999 roku w Jastrzębiu-Zdroju.

## Medaliści
| Konkurencja             | Złoty                                                                           | Srebrny                                                               | Brązowy |
| Gra pojedyncza mężczyzn | Lucjan Błaszczyk (Zugbrücke Grenzau)                                            | Marcin Kusiński (Olimpia Grudziądz)                                   | Tomasz Krzeszewski (Warrior Ostróda) Krzysztof Kaczmarek (Odra Księginice)                                                                       |
| Gra pojedyncza kobiet   | Wanda Lityńska-Sydorenko (Siarka Tarnobrzeg)                                    | Agnieszka Gieraga-Barczuk (Zagrodniki Łódź)                           | Alina Mikijaniec (Burza Wrocław) Paulina Narkiewicz (AZS Częstochowa)                                                                            |
| Gra podwójna mężczyzn   | Lucjan Błaszczyk (Zugbrücke Grenzau) Tomasz Krzeszewski (Warrior Ostróda)       | Piotr Skierski (TTC Frickenhausen) Piotr Szafranek (AZS Gdańsk)       | Dariusz Kich (AZS Gdańsk) Grzegorz Adamiak (TKS Piaseczno) Krzysztof Kaczmarek (Odra Księginice) Michał Dziubański (TTS Bad Honnef)              |
| Gra podwójna kobiet     | Wioletta Matus (Bronowianka Kraków) Agnieszka Gieraga-Barczuk (Zagrodniki Łódź) | Kinga Stefańska (Siarka Tarnobrzeg) Izabela Frączak (Zagrodniki Łódź) | Wanda Lityńska-Sydorenko (Siarka Tarnobrzeg) Anna Januszyk (Siarka Tarnobrzeg) Paulina Narkiewicz (AZS Częstochowa) Jolanta Pękała (Iskra Konin) |
| Gra mieszana            | Michał Dziubański (TTS Bad Honnef) Kinga Stefańska (Siarka Tarnobrzeg)          | Jarosław Tomicki (San Poznań) Patrycja Molik (Iskra Konin)            | Dariusz Kich (AZS Gdańsk) Wioletta Matus (Bronowianka Kraków) Lucjan Błaszczyk (Zugbrücke Grenzau) Jolanta Langosz-Pękała (Iskra Konin)          |